# Mama ŠČ!
«Mama ŠČ!» — музыкальный сингл хорватской группы Let 3, выпущенный 20 января 2023 года. Песня победила в национальном отборе и представляла Хорватию на конкурсе песни «Евровидение-2023».
Согласно интервью Дамира Мартиновича, он написал песню летом 2022 года как часть военной оперы.

## Смысл текста
Согласно признанию группы, песня является антивоенной. В интервью газете Jutarnji list и журналу Index группа объяснила, что «ŠČ» в названии песни является «первой буквой старейшего алфавита в мире»; Дамир Мартинович сказал, что группа собирается «отправить этот алфавит на орбиту», а после Армагеддона «ракета вернётся и снова принесёт первый алфавит». В других интервью музыканты оставляли интерпретацию «ŠČ» открытой, трактуя буквосочетание как группу крови, или стоны во время оргазма и медитации.
Профессор факультета политологии в Загребском университете Хрвое Цвиянович считает, что песня посвящена российскому вторжению в Украину: «ŠČ» является русской буквой «Щ»; «мама» — это Россия; «трактор», купленный «мамой» — это Белоруссия, которая также участвует в российской агрессии против Украины; «дебил», которого «мама поцеловала», а также «злой маленький психопат» — это Владимир Путин.

## «Евровидение-2023»

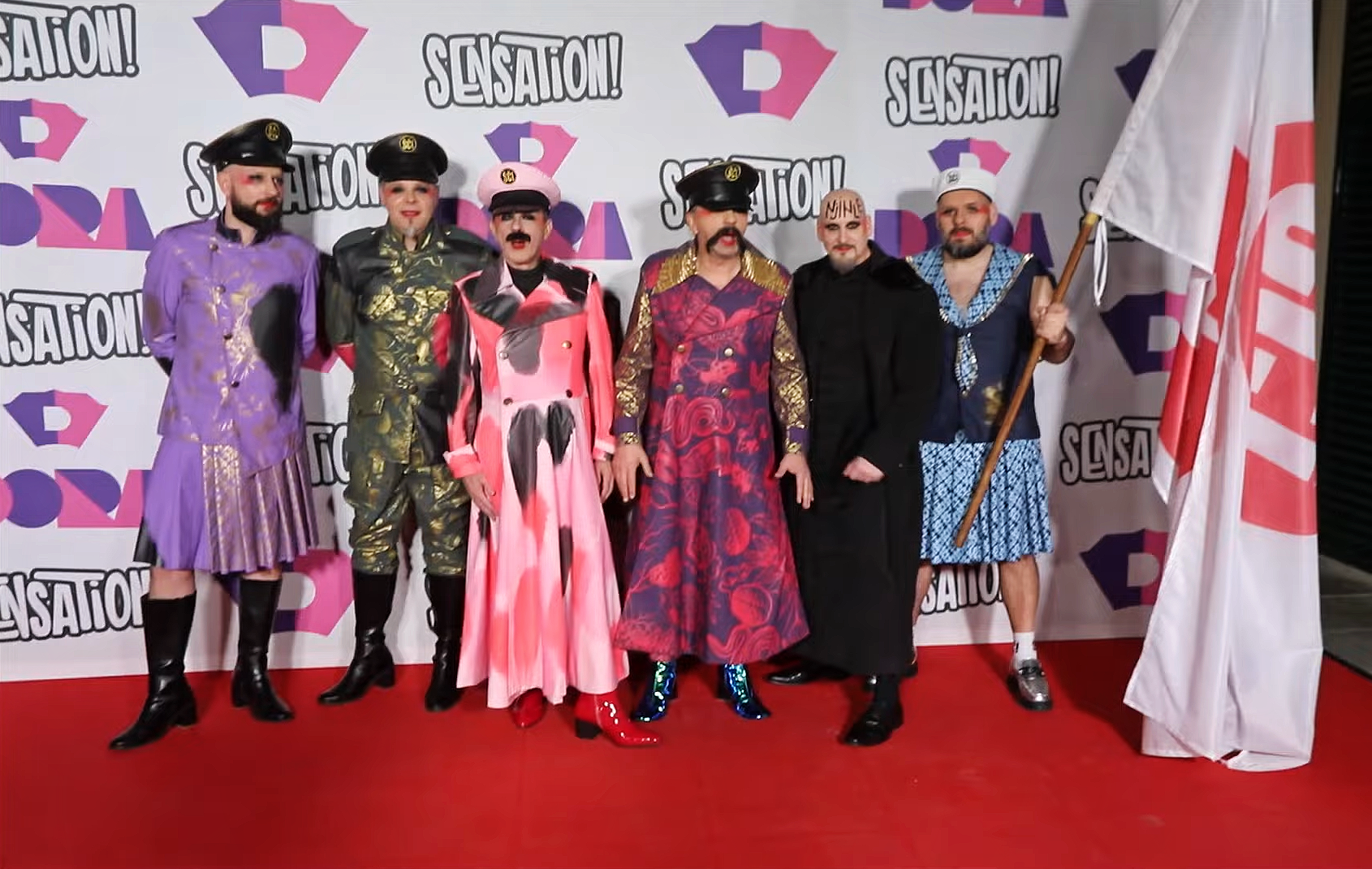
Let 3 на хорватском национальном отборе Dora 2023

Let 3 с песней «Mama ŠČ!» представляли Хорватию на международном конкурсе песни «Евровидение-2023» после победы в хорватском национальном отборе Dora 2023 11 февраля 2023 года. 9 мая песня заняла 8 место в полуфинале и прошла в финал конкурса, который прошёл 13 мая и в котором «Mama ŠČ!» заняла 13 место из 26.

## Чарты
6 февраля 2023 года «Mama ŠČ!» дебютировала с 27 места в хорватском чарте «HR Top 40». На второй неделе песня опустилась на 29 место. На третей неделе, после выступления на национальном отборе «Евровидение-2023», песня заняла 4 место в чарте, ещё через неделю — возглавила его.
25 февраля 2023 года песня дебютировала на 6 месте в чарте Croatia Songs журнала Billboard, оставаясь в чарте в течение трёх недель.
| Чарт (2023)                        | Высшая позиция |
| ---------------------------------- | -------------- |
| Хорватия (Billboard Croatia Songs) | 6              |
| Хорватия (HR Top 40)               | 1              |
| Исландия (Plötutíðindi)            | 37             |
| Литва (AGATA)                      | 24             |